# Mille Miglia 1933
Les Mille Miglia 1933 est la 7e édition de la course automobile annuelle organisée le 9 avril 1933 entre Brescia et Rome. Cette édition est remportée par Tazio Nuvolari et Decimo Compagnoni sur Alfa Romeo 8C 2300 MM Spider Zagato.

## Classement de la course
| Pos. | no | Pilote                                       | Voiture                                  | Écurie           | Temps / Abandon    | Catégorie |
| ---- | -- | -------------------------------------------- | ---------------------------------------- | ---------------- | ------------------ | --------- |
| 1    | 98 | Tazio Nuvolari Decimo Compagnoni             | Alfa Romeo 8C 2300 MM Spider Zagato      | Scuderia Ferrari | 15 h 11 min 50 s 0 | S/TP +1.5 |
| 2    | 91 | Carlo Castelbarco Franco Cortese             | Alfa Romeo 8C 2300 Monza                 |                  | 15 h 38 min 22 s 4 | S/TP +1.5 |
| 3    | 90 | Piero Taruffi Lelio Pellegrini Quarantotti   | Alfa Romeo 8C 2300 Spider Zagato         | Scuderia Ferrari | 16 h 0 min 57 s 0  | S/TP +1.5 |
| 4    | 80 | Giovanni Battaglia Ferruccio Bianchi         | Alfa Romeo 8C 2300                       |                  | 16 h 19 min 40 s 4 | S/TP +1.5 |
| 5    | 85 | Luigi Scarfiotti Guido d'Ippolito            | Alfa Romeo 8C 2300                       |                  | 16 h 22 min 10 s 0 | S/TP +1.5 |
| 6    | 77 | Giovanni Battista Santinelli Umberto Berti   | Alfa Romeo 8C 2300                       |                  | 16 h 25 min 39 s 0 | S/TP +1.5 |
| 7    | 78 | Hans Rüesch Hans Keßler                      | Alfa Romeo 8C 2300                       |                  | 16 h 25 min 46 s 0 | S/TP +1.5 |
| 8    | 97 | Carlo Gazzabini Remo D'Alessio               | Alfa Romeo 8C 2300                       |                  | 16 h 31 min 28 s 4 | S/TP +1.5 |
| 9    | 63 | Roberto Foligno Gianfranco Comotti           | Alfa Romeo 6C 1750 GS                    | Scuderia Ferrari | 16 h 41 min 48 s 0 | S/TP +1.5 |
| 10   | 73 | O. Peverelli C. Dell'Orto                    | Alfa Romeo 6C 1750 GS Spider Zagato      |                  | 16 h 51 min 55 s 0 | S/TP +1.5 |
| 11   | 82 | Ermenegildo Strazza « Gismondi »             | Lancia Dilambda                          |                  | 16 h 58 min 20 s 0 | S/TP +1.5 |
| 12   | 64 | A. Casti Luigi Soffietti                     | Alfa Romeo 6C 1750 GS Spider Zagato      |                  | 17 h 7 min 37 s 0  | S/TP +1.5 |
| 13   | 76 | Gennaro Auricchio Archimede Rosa             | Alfa Romeo 8C 2300                       |                  | 17 h 9 min 3 s 6   | S/TP +1.5 |
| 14   | 83 | Giovanna Maria Cornaggia Medici E. Premoli   | Alfa Romeo 8C 2300 Touring               |                  | 17 h 29 min 24 s 0 | S/TP +1.5 |
| 15   | 81 | A. Facchetti G. Bellingeri                   | Alfa Romeo 8C 2300                       |                  | 17 h 35 min 27 s 4 | S/TP +1.5 |
| 16   | 52 | Ippolito Berrone Guglielmo Carraroli (de)    | Alfa Romeo 6C 1500 SS Spider Zagato      | Scuderia Ferrari | 17 h 38 min 35 s 0 | S 1.5     |
| 17   | 74 | B. Donnini « Sperti »                        | Alfa Romeo 6C 1750 GT                    |                  | 17 h 49 min 58 s 0 | VGI       |
| 18   | 48 | T. Rossi di Montelera Guido Cattaneo         | Alfa Romeo 6C 1750 GT Touring            |                  | 17 h 50 min 17 s 0 | VGI       |
| 19   | 60 | V. Parodi F. Campanelli                      | Alfa Romeo 6C 1750 Spider Zagato         |                  | 17 h 50 min 40 s 6 | S/TP +1.5 |
| 20   | 72 | M. Bruno A. Jannantuoni                      | Alfa Romeo 6C 1750                       |                  | 17 h 53 min 40 s 0 | S/TP +1.5 |
| 21   | 39 | George Eyston Giovanni Lurani (en)           | MG Magnette K3                           | MG               | 18 h 1 min 4 s 0   | S 1.1     |
| 22   | 42 | Francis Curzon Hugh Hamilton                 | MG Magnette K3                           | MG               | 18 h 2 min 34 s 0  | S 1.1     |
| 23   | 56 | G. Dalla Mura F. Crivellari                  | Alfa Romeo 6C 1500 Spider Zagato         |                  | 18 h 5 min 36 s 6  | S 1.5     |
| 24   | 95 | Clifton Penn Hughes « Thomas »               | Mercedes-Benz SSK                        |                  | 18 h 38 min 10 s 0 | S/TP +1.5 |
| 25   | 44 | Giorgio Ambrosini D. Menchetti               | Fiat Siata Balilla berlinetta Ghia       |                  | 18 h 44 min 30 s 0 | S 1.1     |
| 26   | 53 | Ermanno Gurgo Salice Carlo Laredo de Mendoza | Alfa Romeo 6C 1500 SS                    |                  | 18 h 49 min 10 s 0 | S 1.5     |
| 27   | 59 | G. A. Alfieri B. Scesa                       | Alfa Romeo 6C 1500 SS Spider Carr. Sport |                  | 18 h 53 min 1 s 0  | S 1.5     |
| 28   | 34 | M. Marinelli G. Tragella                     | Bianchi 5S                               |                  | 18 h 54 min 15 s 0 | VU +1.1   |
| 29   | 21 | G. Ricci « Maggi »                           | Fiat 508S Balilla Sport                  |                  | 19 h 1 min 36 s 0  | VU 1.1    |
| 30   | 2  | Franco Spotorno B. Ghiringhelli              | Fiat 508S Balilla Sport                  |                  | 19 h 7 min 22 s 0  | VU 1.1    |
| 31   | 8  | Renzo Ceschina Gino Guagnellini              | Fiat 508S Balilla Sport                  |                  | 19 h 17 min 21 s 0 | VU 1.1    |
| 32   | 23 | Gino Guagnellin G. Aymini                    | Fiat 508S Balilla Sport                  |                  | 19 h 17 min 30 s 0 | VU 1.1    |
| 33   | 4  | Luigi Villoresi Emilio Villoresi             | Fiat 508S Balilla Sport                  |                  | 19 h 26 min 18 s 0 | VU 1.1    |
| 34   | 32 | L. Olimpico « Calderato »                    | Bianchi 5S                               |                  | 19 h 35 min 19 s 2 | VU +1.1   |
| 35   | 27 | T. Pacini T. Cucci                           | Fiat 508S Balilla Sport                  |                  | 19 h 38 min 18 s 0 | VU 1.1    |
| 36   | 19 | L. Beccaria Guido Cattaneo                   | Fiat 508S Balilla Sport                  |                  | 19 h 53 min 15 s 0 | VU 1.1    |
| 37   | 36 | Domenico Tabanelli C. Borgnino               | Maserati 4CTR 1100                       |                  | 20 h 9 min 49 s 0  | S 1.1     |
| 38   | 71 | C. Adorno A. Scarpari                        | OM                                       |                  | 20 h 19 min 42 s 0 | S/TP +1.5 |
| 39   | 18 | Francesco Apruzzi « Bellocchi »              | Fiat 508S Balilla Sport                  |                  | 20 h 21 min 20 s 0 | VU 1.1    |
| 40   | 70 | A. Damiani G. Masserini                      | Lancia Astura                            |                  | 20 h 22 min 20 s 0 | S/TP +1.5 |
| 41   | 47 | P. Ferrero R. Monaco                         | Fiat 522                                 |                  | 20 h 25 min 13 s 0 | VGI       |
| 42   | 5  | U. Villa P. Colombo                          | Fiat 508S Balilla Sport                  |                  | 20 h 25 min 55 s 0 | VU 1.1    |
| 43   | 54 | Secondo Corsi G. Barsotti                    | Maserati Tipo 26 1500                    |                  | 20 h 27 min 7 s 0  | S 1.5     |
| 44   | 15 | Umberto Capello N. Soprani                   | Fiat 508S Balilla Sport                  |                  | 20 h 30 min 5 s 0  | VU 1.1    |
| 45   | 16 | O. Ghizzoni A. Strada                        | Fiat 508S Balilla Sport                  |                  | 20 h 45 min 32 s 4 | VU 1.1    |
| 46   | 24 | A. Mattoli « Selmini »                       | Fiat 508S Balilla Sport                  |                  | 20 h 45 min 38 s 0 | VU 1.1    |
| 47   | 33 | Alb. Pellerano « Stefani »                   | Fiat 514 MM                              |                  | 21 h 25 min 36 s 8 | VU +1.1   |
| 48   | 17 | « Parravicini » C. Gezzi                     | Fiat 508S Balilla Sport                  |                  | 21 h 51 min 51 s 0 | VU 1.1    |
| 49   | 66 | C. Brughera I. Cipelli                       | Itala Tipo 75V spider                    |                  | 21 h 55 min 50 s 0 | S/TP +1.5 |
| 50   | 29 | Sebastiano Manzoni A. Lamperti               | Fiat 514 MM                              |                  | 22 h 22 min 15 s 0 | VU +1.1   |
| 51   | 45 | P. L. Torriani Tavanti F. Amatori            | Fiat 508 berlina                         |                  | 23 h 17 min 2 s 0  | VGI       |
| 52   | 30 | A. Gianelli L. Cavanna                       | Fiat 514 MM                              |                  | 23 h 37 min 9 s 0  | VU +1.1   |
| Nc.  | 69 | M. Ferraguti A. Agostini                     | Alfa Romeo 6C 1750 GS Gasogeno           |                  |                    | S/TP +1.5 |
| Abd. | 3  | Arcangelo Periccioli Milton Biagini          | Fiat 508S Balilla Sport                  |                  |                    | VU 1.1    |
| Abd. | 6  | Vernazza Di Vecchio                          | Fiat 508S Balilla Sport                  |                  |                    | VU 1.1    |
| Abd. | 7  | « Sidoli » « Bertolotti »                    | Fiat 508S Balilla Sport                  |                  |                    | VU 1.1    |
| Abd. | 9  | Giuseppe Gilera P. Sertori                   | Fiat 508S Balilla Sport                  |                  |                    | VU 1.1    |
| Abd. | 10 | G. Bellini « Silvagni »                      | Fiat 508S Balilla Sport                  |                  |                    | VU 1.1    |
| Abd. | 11 | M. Lombardi F. Lombardi                      | Fiat 508S Balilla Sport                  |                  |                    | VU 1.1    |
| Abd. | 12 | « Mellei » « Palmi »                         | Fiat 508S Balilla Sport                  |                  |                    | VU 1.1    |
| Abd. | 20 | S. Petriccioli C. Ricceri                    | Fiat 508S Balilla Sport                  |                  |                    | VU 1.1    |
| Abd. | 25 | L. Brussi P. Budellazzi                      | Fiat 508S Balilla Sport                  |                  |                    | VU 1.1    |
| Abd. | 26 | S. Montanari A. Mondini                      | Fiat 508 berlina                         |                  |                    | VGI       |
| Abd. | 28 | O. Lufrani G. Filbi                          | Bianchi tipo 5S                          |                  |                    | VU +1.1   |
| Abd. | 31 | A. Bettinazzi « Bettinazzi »                 | Fiat 514 MM                              |                  |                    | VU +1.1   |
| Abd. | 35 | « Frate Ignoto » M. Del Luca                 | Bianchi 5S                               |                  |                    | VU +1.1   |
| Abd. | 37 | L. Cagna « Fidora »                          | Fiat 508 berlina                         |                  |                    | VGI       |
| Abd. | 40 | S. Tibida F. Porticelli                      | Fiat                                     |                  |                    | S 1.1     |
| Abd. | 41 | Henry Birkin Bernard Rubin                   | MG Magnette K3                           | MG               |                    | S 1.1     |
| Abd. | 43 | Giuseppe Tuffanelli Guerino Bertocchi        | Maserati 4CS 1100                        |                  |                    | S 1.1     |
| Abd. | 46 | G. Peragallo M. Nardi                        | Fiat 508 berlinetta aerodynamica         |                  |                    | VGI       |
| Abd. | 49 | Carlo Maria Pintacuda E. Onet                | Lancia Astura berlina Carr. Lotti        |                  |                    | VGI       |
| Abd. | 50 | Pietro Ghersi Filippo Tassara                | Ford V8 berlina Carr. Ambrosini & Botta  |                  |                    | VGI       |
| Abd. | 51 | L. de Grolée Virville N. Bruttini            | Bugatti Type 37                          |                  |                    | S 1.5     |
| Abd. | 55 | G. Carpegna G. Marnetto                      | Maserati Tipo 26 1500                    |                  |                    | S 1.5     |
| Abd. | 57 | S. Fabbri E. Borges                          | Maserati Tipo 26 1500                    |                  |                    | S 1.5     |
| Abd. | 62 | N. Pertile Nino Greggio                      | Alfa Romeo 6C 1750                       |                  |                    | S/TP +1.5 |
| Abd. | 65 | G. Ramella C. Portaleoni                     | Alfa Romeo                               |                  |                    | S/TP +1.5 |
| Abd. | 79 | B. Rapieri « Bertolotti »                    | Alfa Romeo 8C 2300                       |                  |                    | S/TP +1.5 |
| Abd. | 86 | Renato Balestrero Attilio Battilana          | Alfa Romeo 8C 2300 Monza                 |                  |                    | S/TP +1.5 |
| Abd. | 87 | Carlo Felice Trossi Antonio Brivio           | Alfa Romeo 8C 2300 Spider Zagato         | Scuderia Ferrari | Accident           | S/TP +1.5 |
| Abd. | 89 | Ferdinando Barbieri Mario Ghersi             | Ford V8 berlina Carr. Ambrosini & Botta  |                  |                    | S/TP +1.5 |
| Abd. | 92 | Carlo Masera « Schiavio »                    | Alfa Romeo 8C 2300                       |                  |                    | S/TP +1.5 |
| Abd. | 94 | Baconin Borzacchini Ascanio Lucchi           | Alfa Romeo 8C 2300 Spider Zagato         | Scuderia Ferrari |                    | S/TP +1.5 |
| Abd. | 96 | Manfred von Brauchitsch Willy Zimmer         | Mercedes-Benz SSKL                       |                  |                    | S/TP +1.5 |
| Np.  | 1  | A. Romoli A. Mancini                         | Fiat 508S Balilla Sport                  |                  |                    | VU 1.1    |
| Np.  | 13 | « Ragnoli »                                  | Fiat 508S Balilla Sport                  |                  | Accident           | VU 1.1    |
| Np.  | 14 | Ovidio Capelli C. Forni                      | Fiat 508S Balilla Sport                  |                  |                    | VU 1.1    |
| Np.  | 22 | A. Vertunni                                  | Fiat 508S Balilla Sport                  |                  |                    | VU 1.1    |
| Np.  | 38 | G. Bettoja                                   | Fiat                                     |                  |                    | S 1.1     |
| Np.  | 61 | Silvio Rondina « De Negri »                  | OM                                       |                  |                    | S/TP +1.5 |
| Np.  | 84 | Carlo Cazzaniga « Mughetti »                 | Bugatti Type 43                          |                  |                    | S/TP +1.5 |
| Np.  | 88 | Bruno Fontanini G. Girelli                   | Alfa Romeo 8C 2300                       |                  |                    | S/TP +1.5 |
| Np.  | 93 | Eugenio Siena                                | Alfa Romeo                               |                  |                    | S/TP +1.5 |
| Np.  |    | Inconnu                                      | MG Magnette K3                           |                  |                    | T-car     |
| Np.  | 68 | « Della Chiesa » « Penati »                  | Alfa Romeo                               |                  |                    | S/TP +1.5 |

- Légende: Abd.=Abandon ; Nc.=Non classés ; Np.=Non partant

## À noter
- Le 13, accidenté aux essais n'est pas au départ.
- Présence d'une voiture mue par une Gazogène  M. Ferraguti et  A. Agostini (Alfa Romeo).